# Lex Cornelia de tribunicia potestate
Die Lex Cornelia de tribunicia potestate war eines von mehreren verfassungsrechtlichen Strukturreformgesetzen Sullas zur Restabilisierung der Republik. Dieser konkrete Teil des Gesetzespakets war darauf ausgerichtet, der popularen Politik des Volkstribunats die Machtbasis zu entziehen, um deren Einfluss auf die konstitutionellen Rechtsgestaltungsmöglichkeiten deutlich einzuschränken. Reformatorisches Kernstück war die Begrenzung des tribunizischen Rogationsrechts, des Gesetzesinitiativrechts der Tribunen. Dieses hatten die Tribunen regelmäßig genutzt, um Plebiszite zur Wahrung eigener politischer Interessen auf den Weg zu bringen. Sulla wollte zwar die selbstständige Ausübung des Rechts einschränken, nicht aber für die Abschaffung der gesetzgebenden Versammlung des concilium plebis sorgen.
Sulla veranlasste die lex im Jahr 81 v. Chr. in seiner Eigenschaft als Diktator. Kunkel vermutet, dass sie von den Zenturiatkomitien beschlossen wurde. Sie räumte ihm die außerordentliche Kompetenz ein, den Staat neu zu ordnen (dictator rei publicae constituendae). Auf diese Weise sorgte er dafür, dass Plebiszite verbindliche Rechtswirkung nur noch dann erlangen konnten, wenn vorab die Zustimmung des Senats eingeholt worden war. Mit diesem Schachzug stellte Sulla den Rechtszustand wieder her, der bis zur lex Hortensia gegolten hatte und der bedeutete, dass die Tribunen ihren rechtlichen Aktionsrahmen auf bloße Veto-Rechte beschränken mussten.
Andererseits aber ließ er das aus dem ius auxilii entwickelte Interzessionsrecht der Tribunen unberührt, was die vornehmliche Absicht Sullas nahelegt, dass er die Willensbildung des Volkstribunats besser mit der Senatsherrschaft abgeglichen wissen wollte. Dies war – trotz der gegenseitigen Rücksichtnahme der Gremien – in der praegracchischen Zeit aus seiner Sicht noch nicht hinreichend gelungen. Sulla ließ nunmehr nur Senatsmitglieder für das Volkstribunat zu und nahm gewesenen Volkstribunen die spätere Möglichkeit, ein weiteres Amt zu bekleiden.
Sullas Reminiszenzen in Bezug auf das Tribunat rührten aus dem Jahr 88 v. Chr. her. In dem Jahr hatte der Tribun Publius Sulpicius Rufus ein Plebiszit promulgiert, dem zufolge Neubürger italischer Herkunft und Freigelassene auf alle bestehenden Tribūs zu verteilen waren. Der Tribun wollte sich mit dieser Maßnahme zusätzlicher Unterstützung in der Stammesversammlung, dem concilium plebis, vergewissern. Trotz der zwangsverordneten Feriae (feriae imperativae), die Sulla zusammen mit seinem Amtskollegen, dem Konsul Quintus Pompeius Rufus, verordnet hatte, wurden beide dazu gezwungen, die Anordnung wieder aufzuheben und darüber hinaus die Annahme weiterer radikaler Plebiszite zu dulden. Sulpicius Rufus hatte sich zur Durchsetzung der Gesetze einer bewaffneten Anhängerschaft an seiner Seite bedient. Dazu kam, dass die Tribunen gegen die Übertragung des Kriegskommandos gegen Mithridates auf Sulla rogierten, eine Vorgehensweise, die bis dahin kein Vorbild kannte. Sulla quittierte die Ereignisse mit seinem ersten Marsch auf Rom und der nachträglichen Nichtigerklärung aller während der feriae angenommenen Gesetze (per vim latae).
Bereits 75 v. Chr. wurde Sullas lex durch die Lex Aurelia de tribunicia potestate weitgehend wieder aufgehoben.